# 戈蘭氏尾鯙
戈蘭氏尾鯙，輻鰭魚綱鰻鱺目鯙亞目鯙科的其中一種，分布於西印度洋的紅海北部海域，棲息深度可達10公尺，體長可達45.3公分，為底棲性魚類，屬肉食性，生活習性不明。

## 擴展閱讀
維基物種上的相關：戈蘭氏尾鯙